# 照沼氏长臂金龟
照沼氏长臂金龟（学名：Cheirotonus terunumai）也称察隅长臂金龟，一种分布于亚洲喜马拉雅山脉地区的大型甲虫，隶属于臂金龟科彩臂金龟属（长臂金龟属）。也有资料将臂金龟科视为金龟子科的一个亚科，本种划入金龟子科臂金龟亚科（Euchirinae）。

## 形态特征
成虫体长40～69毫米，雌性成虫体长41～50毫米。前胸背板颜色多变，具有金属光泽，刻点密集。鞘翅底色为黑色，稍具光泽敢，具有偏圆形的黄色斑点。雄虫前足胫节有2齿突，弯曲程度较本属其他种类更大。